# Edelmiro Julián Farrell
Edelmiro Julián Farrell (Avellaneda, 12 de agosto de 1887 — Buenos Aires, 31 de outubro de 1980), militar, foi presidente de facto da Argentina entre 25 de fevereiro de 1944 e 4 de junho de 1946.

## Enfraquecimento político
No início de seu mandato Juan Domingo Perón é nomeado seu Ministro da Guerra e em  7 de junho de 1944, é nomeado vice-presidente, acumulando ambas as funções. Farrell mantém a participação dos nacionalistas no governo, gerando oposição dos partidos tradicionais, jornais, universidades e da comunidade empresarial. Pressionado pelos Estados Unidos, declara guerra à Alemanha e ao Japão em fevereiro de 1945.
Seu governo fica enfraquecido e Farrell é pressionado a convocar novas eleições. O vice-presidente Perón fica em evidência e estabelece diálogo com várias forças políticas, sociais e econômicas, citando em seus discursos uma maior justiça social e um militarismo menos moralista. Cria a Justiça do Trabalho, unificando o sistema de pensões e estabelecendo bônus para os trabalhadores.

## Início do "Peronismo"
Em meados de 1945, os acontecimentos políticos são precipitados. É nomeado um novo embaixador dos Estados Unidos, Spruille Braden, que fortalece a opinião liberal no país. No entanto, setores do Exército contrários às ideias liberais de Perón, o obrigam a renunciar em 9 de outubro de 1945, assumindo a vice-presidência Juan Pistarini. Perón é detido e levado para a Ilha Martín García, onde fica até 17 de outubro. Nesse período acontece na Argentina uma das maiores manifestações na história na Praça de Maio, quando milhares de trabalhadores mobilizam-se para exigir a liberdade de Perón. Este evento ficaria conhecido como o "Dia da Lealdade", dando origem ao peronismo. 
Os eventos culminam com a saída de Perón do Hospital Militar para a Casa Rosada onde, a partir de seus balcões, dirige-se à multidão que clamou por sua libertação.
Nas eleições de 24 de fevereiro de 1946, Peron e seu vice Juan Hortensio Quijano vencem com ampla vantagem os candidatos da União Democrática formados por radicais, socialistas, democratas, conservadores e comunistas. Farrell deixou a presidência oficialmente em 4 de junho de 1946, quando Perón assumiu o cargo.